# Liste der Monuments historiques in Muhlbach-sur-Bruche
Die Liste der Monuments historiques in Muhlbach-sur-Bruche führt die Monuments historiques in der französischen Gemeinde Muhlbach-sur-Bruche auf.

## Liste der Bauwerke
| Bezeichnung                    | Beschreibung | Standort           | Kennzeichnung | Schutzstatus | Datum | Bild |
| ------------------------------ | --- | ------------------ | ------------- | ------------ | ----- | ---- |
| Grabkapelle der Familie Muller | neugotische sechsjochige Grabkapelle, bezeichnet 1861, mit 16 Glasfenstern von Baptiste Petit-Gérard, bezeichnet 1864 | 2 Mullerhof (Lage) | PA00085305    | Inscrit      | 1992  |      |

## Liste der Objekte
| Bezeichnung               | Beschreibung                                       | Standort                                        | Kennzeichnung | Schutzstatus | Datum | Bild |
| ------------------------- | -------------------------------------------------- | ----------------------------------------------- | ------------- | ------------ | ----- | ---- |
| Skulptur Maria Immaculata | Holz, vergoldet, erste Hälfte des 18. Jahrhunderts | in der Kirche Notre-Dame de l’Assomption (Lage) | PM67000183    | Classé       | 1971  |      |